# Coreus
Coreus är ett släkte av insekter. Coreus ingår i familjen bredkantskinnbaggar.
Släktet innehåller bara arten Coreus marginatus.